# Душинкевич, Николай Иосифович
Николай Иосифович Душинкевич (Душенкевич, иногда Осипович; 28 мая 1875, Симбирская губерния — до 2 февраля 1922) — войсковой старшина, генерал-майор Белого движения, командир Оренбургского 4-го запасного казачьего полка (1919), комендант штаба Оренбургского военного округа.

## Биография
Николай Душинкевич (Душенкевич) родился 28 мая 1875 года в Симбирской губернии в семье дворян Оренбургского казачьего войска. Николай был причислен к станице Каменноозерная первого военного отдела Оренбургского войска. В 1896 году он окончил Оренбургское казачье юнкерское училище по первому разряду.
13 августа 1893 года Душинкевич приступил к воинской службе в Русской императорской армии. В сентябре 1896 года он получил звание подхорунжего, стал хорунжим в ноябре 1898, а сотником — в июле 1903. Дослужился до чина подъесаула уже после Русско-японской войны, в 1907 году. Стал есаулом и войсковым старшиной Российской империи в период Первой мировой войны, в 1916 году. После Февральской революции, 20 августа 1918 года, был назначен полковником «за выслугу лет». Чин генерал-майора был получен Душинкевичем уже в конце Гражданской войны — в 1921 году.
Николай Иосифович был участником Тургайского похода в апреле-июле 1918 года; был контужен в борьбе с большевиками. В том же году он состоял в распоряжении войскового начальства Оренбургского казачьего войска. Душинкевич являлся комендант штаба Оренбургского военного округа, а также штаба обороны казачьего войска: именно он выдавал в августе пропуска на приём к атаману А. И. Дутову в доме Рамеева на улице Перовской в Оренбурге.
Затем Николай Душинкевич был комендантом штаба Юго-Западной армии и Оренбургской отдельной армии. 21 января 1919 года он был уволен с отчислением в распоряжение войскового штаба, куда и прибыл в том же году. Был назначен командиром Оренбургского 4-го запасного казачьего полка — вступил в должность 26 февраля. Состоял на этом посту и в мае 1919 года.
Душинкевич участвовал в Великом Сибирском Ледяном походе — в 1920 году он числился в Оренбургской казачьей бригаде. В этот период Николай Иосифович являлся политическим противником генерала Н. С. Анисимова. На октябрь 1920 года Душинкевич был в списках гарнизона поселка Маньчжурия, а затем — в списках войск Временного Приамурского правительства.
Зимой 1921/1922 годов, во время Хабаровского похода, Николай Иосифович Душинкевич заболел тифом и был эвакуирован в Никольск-Уссурийский, где и скончался в госпитале.

## Награды
- Орден Святого Станислава 3 степени (1907) — мечи и бант (1914)
- Орден Святой Анны 4 степени (1914): «за храбрость»
- Орден Святой Анны 3 степени с мечами и бантом (1915)
- Орден Святой Анны 2 степени с мечами (1916)
- Орден Святого Станислава 2 степени с мечами (1917)
- Орден Святого Владимира 4 степени с мечами и бантом (1917)[2]

## Семья
Жена: Елизавета Алексеевна Лукьянчикова — дочь полковник, уроженка Казанской губернии.
Дети:
- Мария (род. 1906)
- Екатерина (род. 1909)[2]